# Geranomyia dicranostyla
Geranomyia dicranostyla là một loài ruồi trong họ Limoniidae. Chúng phân bố ở miền Australasia.